# Junichi Shimizu
Pour les articles homonymes, voir Shimizu.
Junichi Shimizu, né en 1953, est un gymnaste artistique japonais.

## Carrière
Junichi Shimizu est médaillé d'or par équipes ainsi qu'au saut de cheval aux Championnats du monde de gymnastique artistique 1978 à Strasbourg. 